# XLSSC-e
XLSSC-e è un superammasso di galassie situato in direzione della costellazione della Balena alla distanza di circa 4,5 miliardi di anni luce dalla Terra (lookback time).
È superammasso piuttosto compatto che copre un'area del cielo di 0,5 x 0,25 gradi e ha un'estensione di 10 x 5 milioni di anni luce.
Il superammasso è stato scoperto nell'ambito del XXL Project tramite osservazioni ai raggi X del satellite XMM-Newton.
Si compone di sei ammassi di galassie denominati XLSSC 081, XLSSC 082, XLSSC 083, XLSSC 084, XLSSC 085, XLSSC 086.
| Nome ammasso | R.A.          | Dec.           | Redshift (z) | Massa (x 1011 M☉) |
| ------------ | ------------- | -------------- | ------------ | ----------------- |
| XLSSC 081    | 02h 12m 21.0s | -06° 21′ 08.0″ | 0,4266       | 7,7               |
| XLSSC 082    | 02h 12m 46.6s | -06° 17′ 88.3″ | 0,4240       | 6,7               |
| XLSSC 083    | 02h 12m 55.3s | -06° 19′ 84.5″ | 0,4303       | 10,6              |
| XLSSC 084    | 02h 13m 05.4s | -06° 21′ 30.3″ | 0,4324       | 4,2               |
| XLSSC 085    | 02h 13m 50.4s | -06° 19′ 63.1″ | 0,4289       | 15,1              |
| XLSSC 086    | 02h 13m 25.4s | -06° 16′ 23.1″ | 0,4257       | 4,9               |